# Pietro Antonio Pazzi
Pietro Antonio Pazzi, né en 1706 à Florence et mort après 1766, est un graveur italien.

## Biographie
Pietro Antonio Pazzi est né en 1706 (et non en 1730) à Florence. Élève de G. Pramontini et de C. Mogalli, il a gravé de nombreux portraits pour le Museum Florentinum, le Museo Etrusco de Mori et le Museo Capitolino. Il a également fait des assiettes pour la Galerie de Florence. La similitude de la date de naissance indique qu'il pourrait être la même personne que l'abbé Antonio Pazzi.

## Œuvre
- La Madonna di Foligno, d'après Raphaël[3]

### Portraits
- Francesco Albano, un peintre[4]
- Federigo Baroccio, un peintre[4]
- Giacomo Bassano, un peintre[4]
- Giovanni Bizelli, un peintre[4]
- Andrea Boscoli, un peintre[4]